# Shrule Castle
Shrule Castle (irisch Caisleán Shruthair) ist die Ruine einer Turmburg beim Dorf Shrule im irischen County Mayo.

## Geschichte
Um 1238 ließ die Familie De Burgh die Burg an den Ufern des Black River an der Grenze zwischen den Grafschaften Mayo und Galway errichten. 1308 erhielt John de Burgh (1286–1313) das Anwesen von seinem Vater Richard Og de Burgh, 2. Earl of Ulster.
Die Burg wurde 1570 von einer starken Streitmacht unter der Führung von Sir Edward Fitton dem Älteren, Lord President von Connacht und Vice Treasurer of Ireland, und bestehend aus Söldnern der MacDonnells von Knocknacloy, eingenommen. Mac Uilliam Ochtair, Lord of Thomond, die De Burghs aus Mayo und die MacDonnells von Mayo führten eine Streitmacht an, die die Burg zurückerobern sollte, aber dies gelang nicht. Der Clanchef der MacDonnells von Knockacloy, Calvagh MacDonnell, fiel am 18. Juni 1570 in einer Schlacht, in der auch Edward Fitton seines Pferdes verlustig ging und schwer im Gesicht verwundet wurde.
William Burke bewohnte die Turmburg und hinterließ sie 1574 seinem Sohn. Im Jahre 1610 verpachtete Richard Burke, 4. Earl of Clanricarde, Burg und Ländereien an Pierce Lynch aus Galway.